# Павлодарска област
Павлодарска област (на казахски: Павлодар облысы; на руски: Павлодарская область) е една от 14-те области на Казахстан. Площ 124 755 km² (11-о място по големина в Казахстан, 4,6% от нейната площ). Население на 1 януари 2019 г. 753 853 души (9-о място по население в Казахстан, 4,1% от нейното население). Административен център град Павлодар. Разстояние от Астана до Павлодар 452 km.

## Историческа справка
През 1720 г. на десния бряг на река Иртиш е основан Коряковския форпост, който през 1838 г. е преобразуван в Коряковска станица, а през 1861 г. е утвърден за град под името Павлодар – подарък от Павел, в чест на новородения принц Павел Александрович. Останалите два града в областта Екибастуз и Аксу (старо име Ермак) са признати за такива съответно през 1957 и 1961 г. Павлодарска област е образувана на 15 януари 1938 г. от 9 района на Източноказахстанска област и 1 район на Карагандинска област.

## Географска характеристика
Павлодарска област се намира в североизточната част на Казахстан. На север и североизток граничи с Омска и Новосибирска област и Алтайски край на Русия, югоизток – с Източноказахстанска област, на юг – с Карагандинска област и на запад – с Акмолинска и Североказахстанска област. В тези си граници заема площ от 124 755 km² (11-о място по големина в Казахстан, 4,6% от нейната площ). Дължина от север на юг 500 km, ширина от запад на изток 350 km.
Павлодарска област е разположена в зоните на лесостепите, степите и полупустините, покрай средното течение на река Иртиш. Голяма част от територията ѝ се намира в пределите на южната част на Западносибирската равнина (Прииртишка равнина) с надморска височина 110 – 200 m. В равнината са разположени малки, ниски и дълги възвишения, безотточни понижения и котловини, често заети от пресни и солени езера. В югозападната част на областта навлизат крайните североизточни разклонения на Казахската хълмиста земя с възвишенията Баянаулски (връх Акбет 1026 m) и Къзълтау (връх Аулие 1055 m (50°23′32″ с. ш. 76°11′30″ и. д. / 50.392222° с. ш. 76.191667° и. д.). Областта е богата на полезни изкопаеми: каменни и кафяви въглища, медни и полиметални руди, а в някои езера има големи залежи на готварска и глауберова сол.
Климатът е рязко континентален, с продължителна, студена зима, силни ветрове и виелици (средна януарска температура от -17,5 °C на юг до -19,5 °C на север). Лятото е горещо и сухо, съпроводено с прашни бури и суховеи и резки денонощни температурни амплитуди (средна юлска температура от 22 °C на юг до 20 °C на север). Годишната сума на валежите варира от 220 – 240 mm на юг, 305 mm на север, 320 mm в по-високите части. Продължителността на вегетационния период (минимална денонощна температура 5 °C) е от 167 денонощия на север до 178 денонощия на юг.
Единствената голяма река е Иртиш, която пресича цялата област от югоизток на северозапад на протежение около 500 km и има редица протоци, старици и острови. От Казахската хълмиста земя водят началото си реките Тундък, Ашчъсу, Шидерти, Оленти и др., които не достигат до Иртиш и завършват в безотточни езера. От Иртиш е изграден каналът Иртиш-Караганда, на който са съоръжени няколко малки язовира. В областта има много езера, предимно солени: Силетитениз, Къзълкак, Жалаули, Шурексор, Карасор, Жамантуз, Калкаман, Маралди, Моилди, Болшой Ашбулат и др.
По-голямата част от Павлодарска област лежи в подзоната на коило-типчаковите степи, развити върху тъмно кестеняви почви, които са почти напълно разорани и това са основните земеделски райони в областта. Най-северната част е заета от зоната на лесостепите с черноземни почви и малки брезови горички. Долината на Иртиш е заета от ливади и пасища и малки борови гори, а бреговете на повечето пресъхващи през лятото езера са покрити с тръстика. В южните части левите брегове на Иртиш са заети от типчаково-пелинови и пелиново-солянкови полупустини, развити върху светло кестеняви почви с петна от солонци и солончаци, които се използват за пасища. По десните брегове на реката има малки борови гори. В Баянаулските височини има малки масиви от борово-брезови гори, развити върху чакълести канелени почви. Степите се обитават от гризачи (степна пъструшка, заек, мармот, лалугер, степна мишка), хищници (вълк, лисица, степен пор, невестулка), птици (чучулига, пъдпъдък, дива патица, бекас и др.).

## Население
На 1 януари 2019 г. населението на Павлодарска област област е наброявало 753 853 души (4,1% от населението на Казахстан). Гъстота 6,04 души/km². Етнически състав: казахи 52,35%, руснаци 35,44%, украинци 4,29%, немци 2,69%, татари 1,85%, беларуси 0,58%, молдовани 0,30%, азербайджанци 0,29%, чеченци 0,24%, ингуши 0,23% и др.

## Административно-териториално деление
В административно-териториално отношение Павлодарска област се дели на 10 административни района, 3 града и 3-те с областно подчинение, 5 селища от градски тип и 2 градски района в град Павлодар.
| Административна единица    | Площ (km²) | Население (2019 г.) | Административен център | Население (2019 г.) | Разстояние до Павлодар (в km) | Други градове и сгт с районно подчинение |
| -------------------------- | ---------- | ------------------- | ---------------------- | ------------------- | ----------------------------- | ---------------------------------------- |
| Град с областно подчинение |            |                     |                        |                     |                               |                                          |
| 11. Аксу                   | 8090       | 70 124              | гр. Аксу               | 41 625              | 39                            |                                          |
| 12. Павлодар               | 352        | 353 510             | гр. Павлодар           | 333 989             | -                             | Аксу, Ленински                           |
| 13. Екибастуз              | 18 613     | 159 360             | гр. Екибастуз          | 133 889             | 155                           | Солнечни, Шедерти                        |
| Административен район      |            |                     |                        |                     |                               |                                          |
| 1.Актогайски район         | 9800       | 12 556              | с. Актогай             | 4000                | 122                           |                                          |
| 2.Баянаулски район         | 18 500     | 25 859              | с. Баянаул             | 5866                | 218                           | Майкаин                                  |
| 3.Железински район         | 7700       | 15 438              | с. Железинка           | 5097                | 194                           |                                          |
| 4.Иртишки район            | 10 200     | 16 469              | с. Иртишк              | 7772                | 177                           |                                          |
| 5.Теренколски район        | 6800       | 20 176              | с. Теренкол            | 7104                | 113                           |                                          |
| 6.Аккулински район         | 8100       | 12 204              | с. Аккули              | 2940                | 105                           |                                          |
| 7.Майски район             | 18 100     | 10 379              | с. Коктебе             | 3815                | 115                           |                                          |
| 8.Павлодарски район        | 6100       | 26 092              | гр. Павлодар           |                     | -                             |                                          |
| 9.Успенски район           | 5500       | 11 983              | с. Успенка             | 3972                | 83                            |                                          |
| 10.Щербактински район      | 6900       | 19 506              | с. Щербакти            | 7915                | 92                            |                                          |